# Gouvernement Simonet I
 (janvier 2017).
Si vous disposez d'ouvrages ou d'articles de référence ou si vous connaissez des sites web de qualité traitant du thème abordé ici, merci de compléter l'article en donnant les références utiles à sa vérifiabilité et en les liant à la section « Notes et références ».
Gouvernement de la Région de Bruxelles-Capitale
Picqué II de Donnea
Le Gouvernement Simonet I est le gouvernement de la Région de Bruxelles-Capitale, en Belgique, dirigé par le libéral Jacques Simonet et formé par une coalition pentapartite, associant la famille socialiste (PS francophone et SP flamand), la famille libérale (PRL-FDF-MCC francophone et VLD flamand), le parti démocrate-chrétien flamand (CVP).
Ce gouvernement a été institué le 15 juillet 1999 à la suite des élections régionales et succède au Gouvernement Picqué II.
À la suite de la démission de Jacques Simonet, le 18 octobre 2000, le Gouvernement de Donnea succède à ce gouvernement.

## Composition du Gouvernement
| Fonction | Titulaire | Titulaire                         | Titulaire                 | Parti |
| --- | --------- | --------------------------------- | ------------------------- | ----- |
| Ministre-Président chargé des Pouvoirs locaux, de l’Aménagement du territoire, des Monuments et sites, de la Rénovation urbaine et de la Recherche scientifique |           | Jacques Simonet                   | Jacques Simonet           | PRL   |
| Ministre des Travaux publics, du Transport, de la Lutte contre l’incendie et de l’Aide médicale urgente                                                         |           | Jos Chabert en 2006               | Jos Chabert               | CVP   |
| Ministre de l’Emploi, de l’Économie, de l’Énergie et du Logement                                                                                                |           | Éric Thomas                       | Éric Thomas               | PS    |
| Ministre de l’Environnement et de la Politique de l’eau, de la Rénovation, de la Conservation de la nature et de la Propreté publique                           |           | Didier Gosuin                     | Didier Gosuin             | FDF   |
| Ministre des Finances, du Budget, de la Fonction publique et des Relations extérieures                                                                          |           | Annemie Neyts-Uyttebroeck en 2010 | Annemie Neyts-Uyttebroeck | VLD   |
| Secrétaire d'État à l’Aménagement du territoire, de la Rénovation urbaine, des Monuments et sites et du Transport rémunéré des personnes                        |           | Éric André                        | Éric André                | PRL   |
| Secrétaire d'État au Logement |           | Alain Hutchinson en 2015          | Alain Hutchinson          | PS    |
| Secrétaire d'État à la Mobilité, la Fonction publique, la Lutte contre l’incendie et l’Aide médicale urgente                                                    |           | Robert Delathouwer                | Robert Delathouwer        | SP    |